# 魯薩尼夫
50°30′2″N 31°9′47″E / 50.50056°N 31.16306°E
魯薩尼夫（烏克蘭語：Русанів）是位於烏克蘭北部的村莊，由基辅州布羅瓦里區的大季梅爾卡市鎮負責管轄。該村始建於1685年，面積5.95平方公里，海拔高度104米，2001年人口1,685，人口密度每平方公里283.2人。